# 重力位

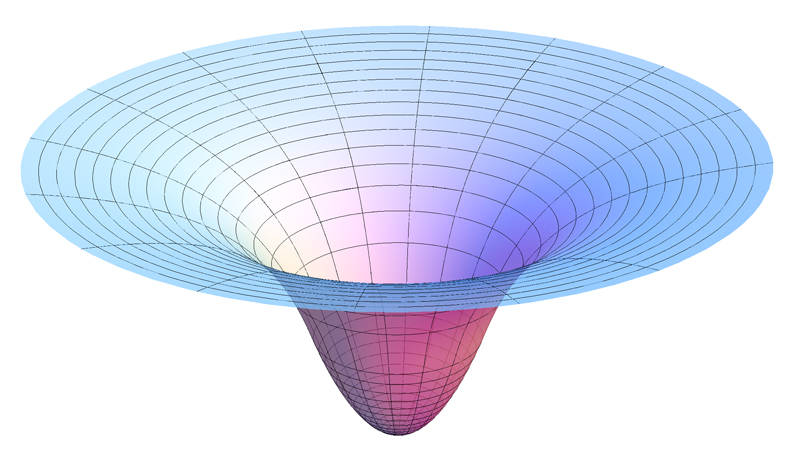
均勻球體內部和周圍的重力位二維切片圖。截面的拐点位於該球體的表面。

在古典力學中，一個位置上的重力位（英語：Gravitational potential）等於將每單位質量的物體從零位面移動到該位置所需的功（即此过程中轉移给该单位质量的物体的能量）。重力位類似於電磁學中電位的概念，而質量可比擬為電荷在電磁學中扮演的角色。習慣上，重力位的零位面會取在無限遠處。在这种约定下，任何有限距離处的重力位都小於零。
在數學上，重力位也稱為牛頓位（英語：Newtonian potential），是位能理論的基礎。位能理論也可以用於解釋由均勻帶電或極化的橢圓體產生的靜電場和靜磁場。

## 位能
一個位置的重力位（{\displaystyle V}）等於每單位質量在該點擁有的位能（{\displaystyle U}）：
{\displaystyle V={\frac {U}{m}},}
式中{\displaystyle m}表示物體的質量。一個位置的重力位能等於在將物體從無限遠處移動到該點的路徑上，重力場所做的正功。若物體的質量等於1公斤，那麼該物體的位能的大小便會與重力位相等。
在某些情況下，可以假設重力場的强度與所在位置無關。此时上式可以被進一步化簡。比方說，在接近地表附近的重力加速度{\displaystyle g}可以視為定值，因此不同位置間的位能差{\displaystyle \Delta U}能夠與高度差{\displaystyle \Delta h}近似為簡單的線性關係：
{\displaystyle \Delta U\approx mg\Delta h.}

## 數學形式
若令一質點的質量為{\displaystyle M}，則在與質點距離{\displaystyle \mathbf {r} }處的重力位{\displaystyle V}可被定義為：

{\displaystyle V(\mathbf {r} )=-{\frac {GM}{r}}}

### 推導
牛頓萬有引力定律指出：
{\displaystyle \mathbf {F} =-{\frac {GMm}{r^{2}}}\mathbf {\hat {r}} }
其中
- {\displaystyle \mathbf {F} }：質量{\displaystyle m}的質點受到的萬有引力
- {\displaystyle G}：萬有引力常數
- {\displaystyle m}：質點1的質量
- {\displaystyle M}：質點2的質量
- {\displaystyle r}：兩個物體之間的距離
- {\displaystyle \mathbf {\hat {r}} }：由{\displaystyle M}指向{\displaystyle m}的單位向量

式中的負號使得{\displaystyle m}往{\displaystyle M}方向吸引，因此萬有引力是吸引力。
而重力場{\displaystyle g}則描述了空間中任意位置上，每單位質量的質點所受到的萬有引力：
{\displaystyle \mathbf {g} ={\frac {\mathbf {F} }{m}}=-G{\frac {M}{r^{2}}}\mathbf {\hat {r}} }
當我們去考慮在重力場中每單位質量的物體由外力移動一段距離{\displaystyle \mathbf {dl} }所需做的功{\displaystyle \mathbf {d} W}，由於功等於力與位移的內積，所以{\displaystyle d\mathbf {d} W=-\mathbf {g} \cdot \mathbf {dl} }，式中的負號表示外力所做的功與重力場所做的功相反。如果將物體從點{\displaystyle \mathbf {a} }移動到點{\displaystyle \mathbf {b} }，則{\displaystyle W}等於沿著該路徑的線積分
{\displaystyle W=\int _{\mathbf {a} }^{\mathbf {b} }-\mathbf {g} \cdot \mathbf {dl} }
在球座標系中{\displaystyle \mathbf {dl} =\mathbf {d} r\mathbf {\hat {r}} +r\mathbf {d} \theta {\boldsymbol {\hat {\theta }}}+r\sin {\theta }\mathbf {d} \phi {\boldsymbol {\hat {\phi }}}}，所以
{\displaystyle \mathbf {g} \cdot \mathbf {dl} =-{\frac {GM}{r^{2}}}\mathbf {d} r}
因此
{\displaystyle {\begin{aligned}W&=\int _{\mathbf {a} }^{\mathbf {b} }-\mathbf {g} \cdot \mathbf {dl} \\&=\int _{\mathbf {a} }^{\mathbf {b} }{\frac {GM}{r^{2}}}\mathbf {d} r\\&=GM({\frac {1}{r_{a}}}-{\frac {1}{r_{b}}})\end{aligned}}}
其中，{\displaystyle r_{a}}是從原點到點{\displaystyle \mathbf {a} }的距離，{\displaystyle r_{b}}是從原點到點{\displaystyle \mathbf {b} }的距離。對於任何兩條具有相同起點和終點的路徑，上式的積分一定具有相同的值。既然線積分與路徑無關，我們可以就定義一個函數{\displaystyle V(\mathbf {r} )}：
{\displaystyle V(\mathbf {r} )=-\int _{\mathcal {O}}^{\mathbf {r} }\mathbf {g} \cdot \mathbf {dl} }
{\displaystyle V(\mathbf {r} )}就稱為重力位。只要預先設定一個標準參考點{\displaystyle {\mathcal {O}}}，{\displaystyle V}的值就可以由{\displaystyle \mathbf {r} }來決定。
習慣上，我們將無限遠處的重力位設為零。因此，在點{\displaystyle \mathbf {r} }的重力位{\displaystyle V}等於
{\displaystyle V(\mathbf {r} )=GM({\frac {1}{\infty }}-{\frac {1}{r}})=-{\frac {GM}{r}}}
此外，{\displaystyle W}可以用{\displaystyle V}重新寫成：
{\displaystyle {\begin{aligned}W&=\int _{\mathbf {a} }^{\mathbf {b} }-\mathbf {g} \cdot \mathbf {dl} \\&=-\int _{\mathbf {\mathcal {O}} }^{\mathbf {b} }\mathbf {g} \cdot \mathbf {dl} -\int _{\mathbf {a} }^{\mathbf {\mathcal {O}} }\mathbf {g} \cdot \mathbf {dl} \\&=-\int _{\mathbf {\mathcal {O}} }^{\mathbf {b} }\mathbf {g} \cdot \mathbf {dl} +\int _{\mathbf {\mathcal {O}} }^{\mathbf {a} }\mathbf {g} \cdot \mathbf {dl} \\&=V(\mathbf {b} )-V(\mathbf {a} )\end{aligned}}}
因此，在重力場中移動每單位質量的物體所需的功，等於兩點之間重力位的差。如果想將物體移動到了離質點{\displaystyle M}更遠的地方，則一定要做正功。上式也可以看做是將單位質量的物體從無限遠處移到該點所需的功。

### 重力位的梯度
由上述的計算得知，{\displaystyle \mathbf {a} }、{\displaystyle \mathbf {b} }兩點之間重力位的差等於
{\displaystyle V(\mathbf {b} )-V(\mathbf {a} )=-\int _{\mathbf {a} }^{\mathbf {b} }\mathbf {g} \cdot \mathbf {dl} }
然而根據梯度定理（線積分基本定理），重力位的梯度{\displaystyle \mathbf {\nabla } V}沿曲線的積分，可用重力位在該曲線兩端的值之差來計算：
{\displaystyle V(\mathbf {b} )-V(\mathbf {a} )=\int _{\mathbf {a} }^{\mathbf {b} }(\mathbf {\nabla } V)\cdot \mathbf {dl} }
所以
{\displaystyle \int _{\mathbf {a} }^{\mathbf {b} }(\mathbf {\nabla } V)\cdot \mathbf {dl} =-\int _{\mathbf {a} }^{\mathbf {b} }\mathbf {g} \cdot \mathbf {dl} }
由於對於任何點{\displaystyle \mathbf {a} }、{\displaystyle \mathbf {b} }都是如此，因此被積數必須相等：
{\displaystyle \mathbf {g} =-\mathbf {\nabla } V}
這是重力位的一個重要性質。

### 單位
在公制單位中，力的單位是牛頓，質量的單位是公斤，所以重力場的單位是牛頓/公斤而重力位的單位是牛頓公尺/公斤，或焦耳/公斤。

### 疊加
经典力学中，一個質量分布產生的重力位，等於各個點質量的重力位的疊加。如果一個質量分布由有限個點質量組成，點質量的位置為{\displaystyle \mathbf {r} _{1},...,\mathbf {r} _{n}}，質量為{\displaystyle m_{1},...,m_{n}}，那麼其在點{\displaystyle \mathbf {r} }產生的重力位{\displaystyle V(\mathbf {r} )}等於
{\displaystyle V(\mathbf {r} )=\sum _{i=1}^{n}-{\frac {Gm_{i}}{|\mathbf {r} -\mathbf {r_{i}} |}}.}
如果在三維歐氏空間{\displaystyle \mathbf {R} ^{3}}上將質量分佈以測度{\displaystyle \mathbf {d} m}給出，則重力位等於{\displaystyle -G/r}對{\displaystyle \mathbf {d} m}的卷積。 在理想的情況下，這等價於積分
{\displaystyle V(\mathbf {r} )=-\int _{\mathbf {R} ^{3}}{\frac {G}{|\mathbf {r} -\mathbf {r} \prime |}}\,\mathbf {d} m(\mathbf {r} \prime ),}
式中{\displaystyle |\mathbf {r} -\mathbf {r} \prime |}代表點{\displaystyle \mathbf {r} }與點{\displaystyle \mathbf {r} \prime }的距離。如果該質量分布在點{\displaystyle \mathbf {r} }的密度為{\displaystyle \rho (\mathbf {r} )}，那麼{\displaystyle \mathbf {d} m}便等於密度{\displaystyle \rho (\mathbf {r} )}與單位體積 {\displaystyle \mathbf {d} \tau }的乘積：{\displaystyle \mathbf {d} m=\rho (\mathbf {r} )\mathbf {d} \tau }，而重力位就等於體積分
{\displaystyle V(\mathbf {r} )=-\int _{\mathbf {R} ^{3}}{\frac {G}{|\mathbf {r} -\mathbf {r} \prime |}}\,\rho (\mathbf {r} \prime )\mathbf {d} \tau (\mathbf {r} \prime ).}

## 泊松方程
如果有一個重力場{\displaystyle \mathbf {g} }由質量分布{\displaystyle \rho }產生，使用高斯定律（英語：Gauss's law for gravity）的微分形式可以獲得
{\displaystyle \mathbf {\nabla } \cdot \mathbf {g} =-4\pi G\rho .}
由於{\displaystyle \mathbf {g} =-\mathbf {\nabla } V.}，帶入高斯定律後可得到重力的泊松方程式
{\displaystyle {\nabla }^{2}V=4\pi G\rho .}
若密度處處為零，則上式便退化為拉普拉斯方程。泊松方程可以使用格林函數求解。

## 球形對稱
根據殼層定理，若存在一個球形對稱的質量分佈，對對於處在分佈外面的觀察者而言，其行為就好像所有質量都集中在球心的個點質量，因此可以等效地作為點質量來處理。在地球表面，重力加速度g大約為9.8 m/s2，儘管該值隨緯度和海拔高度略有變化（因為地球是扁球形，極點處的加速度大小略大於赤道處的加速度大小。）
在一個密度均勻的球體內，可以求出其重力位{\displaystyle V(r)}等於

{\displaystyle V(r)={\frac {2}{3}}\pi G\rho (r^{2}-3R^{2}),\qquad r\leq R.}

## 廣義相對論
在廣義相對論中，重力位被度量張量取代。當重力場的來源較弱並且移動速度比光速慢很多時，廣義相對論就會簡化為牛頓萬有引力理论，且在一阶度規張量可表示为重力位的函数。

## 多極展開
在計算空間中的重力位
{\displaystyle V(\mathbf {r} )=-\int _{\mathbf {R} ^{3}}{\frac {G}{|\mathbf {r} -\mathbf {r} \prime |}}\,\rho (\mathbf {r} \prime )\mathbf {d} \tau (\mathbf {r} \prime )}
時，牽涉到計算{\displaystyle |\mathbf {r} -\mathbf {r} \prime |}的倒數的積分，這個積分的難易度雖著質量分布{\displaystyle \rho }而異。為了將計算化簡，這時候可以使用多極展開，將式子化為{\displaystyle 1/r}的冪級數，讓積分變得容易得多。做理論運算時，在允許誤差範圍內，時常可以只取多極展開幾個最低階的非零項，忽略其它剩下的、數值超小的項。

## 數值
下表給出了關於來自地球，太陽和銀河系的引力在不同位置上的重力位大小；換句話說，位於地球表面的物體需要60 MJ/kg的动能才能“脫離”地球的重力場，另外要有900 MJ/kg才能脫離太陽的重力場，而超過130 GJ/kg才能脫離銀河系的重力場。重力位是逃離速度的平方的一半。
| 地點                          | 地球引力的重力位 | 太阳引力的重力位 | 银河系引力的重力位 |
| ----------------------------- | ---------------- | ---------------- | ------------------ |
| 地球表面                      | 60 MJ/kg         | 900 MJ/kg        | ≥ 130 GJ/kg        |
| 近地轨道                      | 57 MJ/kg         | 900 MJ/kg        | ≥ 130 GJ/kg        |
| 旅行者1号 (距離地球170億公里) | 23 J/kg          | 8 MJ/kg          | ≥ 130 GJ/kg        |
| 距離地球 0.1 光年處           | 0.4 J/kg         | 140 kJ/kg        | ≥ 130 GJ/kg        |

## 註腳
1. ↑  Solivérez, C.E.  1st English. Free Scientific Information. 2016. ISBN 978-987-28304-0-3.
2. ↑  Marion, J.B.; Thornton, S.T.  4th. Harcourt Brace & Company. 1995: 192. ISBN 0-03-097302-3.
3. ↑  Arfken, George B.; Weber, Hans J.  6th. Academic Press. 2005: 72  [2019-12-31]. ISBN 978-0-08-047069-6. （原始内容存档于2021-04-18）.
4. ↑  Sang, David; Jones, Graham; Chadha, Gurinder; Woodside, Richard; Stark, Will; Gill, Aidan.  illustrated. Cambridge University Press. 2014: 276  [2019-12-31]. ISBN 978-1-107-69769-0. （原始内容存档于2021-04-18）.
5. ↑  Muncaster, Roger.  illustrated. Nelson Thornes. 1993: 106  [2019-12-31]. ISBN 978-0-7487-1584-8. （原始内容存档于2021-04-18）.
6. ↑  Vladimirov 1984，§7.8
7. ↑  Marion & Thornton 2003，§5.2
8. ↑  Grøn, Øyvind; Hervik, Sigbjorn, , Springer Science & Business Media: 201, 2007  [2019-12-31], ISBN 978-0-387-69200-5, （原始内容存档于2021-04-18）